# Inês Pupo
Inês Pupo (Lisboa, 1978)  é uma psicóloga, psicoterapeuta e escritora portuguesa. Tem bibliografia publicada na área da literatura infantil e juvenil, poesia  e tradução.
Participou em vários projectos musicais, o "Buscapólos" em 2002, um livro do "Galo Gordo" em 2008 e outro em 2012, "A Casa Sincronizada" em 2011 que recebeu o Prémio Autores da SPA de 2012, na categoria de Melhor livro Infanto-Juvenil. É também autora dos poemas para crianças dos projectos do Jornal Expresso de 2005 a 2007.

## Realizações

### Coleções do Jornal Expresso
Inês Pupo é a autora dos poemas de 5 coleções "Expresso mais novos" do semanário Expresso. De 2005 a 2011, escreveu poemas para as músicas que acompanhavam os 56 livros. Estas coleções compõem-se normalmente de 10 ou 12 livros de histórias ilustradas para público infantil. Os livros têm textos de Ana Oom, são acompanhados de um CD áudio com narração de Bárbara Guimarães e músicas de Gonçalo Pratas.
| Livros + CDs | |
| --- | --- |
| 1. O corvo e a raposa 2. A cigarra e a formiga 3. A lebre e a tartaruga 4. O rato do campo e o rato da cidade 5. O velho, o rapaz e o burro 6. A rã que queria ser maior do que o boi 7. A galinha dos ovos de ouro 8. O lobo e o cordeiro 9. O leão e o rato 10. A raposa e a cegonha 11. A pomba e a formiga 12. O pescador e o peixinho | \| Tradução: \| Bocage; Curvo Semedo; José de Sousa Monteiro; Couto Guerreiro; Malhão \| \| Texto: \| Ana Oom \| \| Comentários: \| Luísa Ducla Soares \| \| Narrador: \| Bárbara Guimarães \| \| Música: \| Gonçalo Pratas \| \| Poemas: \| Inês Pupo \| \| Ilustração: \| André Letria; Marta Torrão; Madalena Matoso; Mafalda Milhões; Bernardo Carvalho; Catarina Cardoso; Joana Quental; Danuta Wojciechowska; Carla Pott; Marta Neto; Barbara Bell; Pedro Leitão \| |
| Tradução: | Bocage; Curvo Semedo; José de Sousa Monteiro; Couto Guerreiro; Malhão |
| Texto: | Ana Oom |
| Comentários: | Luísa Ducla Soares |
| Narrador: | Bárbara Guimarães |
| Música: | Gonçalo Pratas |
| Poemas: | Inês Pupo |
| Ilustração: | André Letria; Marta Torrão; Madalena Matoso; Mafalda Milhões; Bernardo Carvalho; Catarina Cardoso; Joana Quental; Danuta Wojciechowska; Carla Pott; Marta Neto; Barbara Bell; Pedro Leitão |

| Tradução:    | Bocage; Curvo Semedo; José de Sousa Monteiro; Couto Guerreiro; Malhão |
| Texto:       | Ana Oom |
| Comentários: | Luísa Ducla Soares |
| Narrador:    | Bárbara Guimarães |
| Música:      | Gonçalo Pratas |
| Poemas:      | Inês Pupo |
| Ilustração:  | André Letria; Marta Torrão; Madalena Matoso; Mafalda Milhões; Bernardo Carvalho; Catarina Cardoso; Joana Quental; Danuta Wojciechowska; Carla Pott; Marta Neto; Barbara Bell; Pedro Leitão |

| Livros + CDs | |
| --- | --- |
| 1. O corvo e a raposa 2. A cigarra e a formiga 3. A lebre e a tartaruga 4. O rato do campo e o rato da cidade 5. O velho, o rapaz e o burro 6. A rã que queria ser maior do que o boi 7. A galinha dos ovos de ouro 8. O lobo e o cordeiro 9. O leão e o rato 10. A raposa e a cegonha 11. A pomba e a formiga 12. O pescador e o peixinho | \| Tradução: \| Bocage; Curvo Semedo; José de Sousa Monteiro; Couto Guerreiro; Malhão \| \| Texto: \| Ana Oom \| \| Comentários: \| Luísa Ducla Soares \| \| Narrador: \| Bárbara Guimarães \| \| Música: \| Gonçalo Pratas \| \| Poemas: \| Inês Pupo \| \| Ilustração: \| André Letria; Marta Torrão; Madalena Matoso; Mafalda Milhões; Bernardo Carvalho; Catarina Cardoso; Joana Quental; Danuta Wojciechowska; Carla Pott; Marta Neto; Barbara Bell; Pedro Leitão \| |
| Tradução: | Bocage; Curvo Semedo; José de Sousa Monteiro; Couto Guerreiro; Malhão |
| Texto: | Ana Oom |
| Comentários: | Luísa Ducla Soares |
| Narrador: | Bárbara Guimarães |
| Música: | Gonçalo Pratas |
| Poemas: | Inês Pupo |
| Ilustração: | André Letria; Marta Torrão; Madalena Matoso; Mafalda Milhões; Bernardo Carvalho; Catarina Cardoso; Joana Quental; Danuta Wojciechowska; Carla Pott; Marta Neto; Barbara Bell; Pedro Leitão |

| Tradução:    | Bocage; Curvo Semedo; José de Sousa Monteiro; Couto Guerreiro; Malhão |
| Texto:       | Ana Oom |
| Comentários: | Luísa Ducla Soares |
| Narrador:    | Bárbara Guimarães |
| Música:      | Gonçalo Pratas |
| Poemas:      | Inês Pupo |
| Ilustração:  | André Letria; Marta Torrão; Madalena Matoso; Mafalda Milhões; Bernardo Carvalho; Catarina Cardoso; Joana Quental; Danuta Wojciechowska; Carla Pott; Marta Neto; Barbara Bell; Pedro Leitão |

| Livros + CDs | |
| --- | --- |
| 1. D. Afonso Henriques - O conquistador 2. D. Dinis - O rei poeta 3. D. Pedro I - O justiceiro 4. D. João I - O de boa memória 5. D. João II - O príncipe perfeito 6. D. Manuel I - O venturoso 7. D. Sebastião - O desejado 8. D. João IV - O restaurador 9. D. José - O reformador 10. D. Pedro IV - O rei soldado 11. D. Maria II - A educadora 12. D. Carlos I - O diplomata | \| Texto: \| Ana Oom \| \| Narrador: \| Bárbara Guimarães \| \| Música: \| Gonçalo Pratas \| \| Poemas: \| Inês Pupo \| \| Ilustração: \| André Letria \| |
| Texto: | Ana Oom |
| Narrador: | Bárbara Guimarães |
| Música: | Gonçalo Pratas |
| Poemas: | Inês Pupo |
| Ilustração: | André Letria |

| Texto:      | Ana Oom           |
| Narrador:   | Bárbara Guimarães |
| Música:     | Gonçalo Pratas    |
| Poemas:     | Inês Pupo         |
| Ilustração: | André Letria      |

| Livros + CDs | |
| --- | --- |
| 1. D. Afonso Henriques - O conquistador 2. D. Dinis - O rei poeta 3. D. Pedro I - O justiceiro 4. D. João I - O de boa memória 5. D. João II - O príncipe perfeito 6. D. Manuel I - O venturoso 7. D. Sebastião - O desejado 8. D. João IV - O restaurador 9. D. José - O reformador 10. D. Pedro IV - O rei soldado 11. D. Maria II - A educadora 12. D. Carlos I - O diplomata | \| Texto: \| Ana Oom \| \| Narrador: \| Bárbara Guimarães \| \| Música: \| Gonçalo Pratas \| \| Poemas: \| Inês Pupo \| \| Ilustração: \| André Letria \| |
| Texto: | Ana Oom |
| Narrador: | Bárbara Guimarães |
| Música: | Gonçalo Pratas |
| Poemas: | Inês Pupo |
| Ilustração: | André Letria |

| Texto:      | Ana Oom           |
| Narrador:   | Bárbara Guimarães |
| Música:     | Gonçalo Pratas    |
| Poemas:     | Inês Pupo         |
| Ilustração: | André Letria      |

| Livros + CDs | |
| --- | --- |
| 1. Lenda do Galo de Barcelos 2. Lenda do Castelo de Bragança 3. Lenda dos Tripeiros 4. Lenda da Serra da Estrela 5. Lenda de Coimbra 6. Lenda da Bezerra de Monsanto 7. Lenda da Sopa da Pedra 8. Lenda de S. Vicente 9. Lenda de Geraldo Geraldes 10. Lenda das Amendoeiras em Flor 11. Lenda da Lagoa das Sete Cidades 12. Lenda de S. Silvestre | \| Texto: \| Ana Oom \| \| Comentário: \| Maria Isabel Mendonça Soares \| \| Narrador: \| Bárbara Guimarães \| \| Música: \| Gonçalo Pratas \| \| Poemas: \| Inês Pupo \| \| Ilustração: \| Bernardo Carvalho; Mafalda Milhões; Kathy Silva; Catarina Cardoso; Sarah Pirson; Carla Nazareth; Ursi Schimidi; Vasco Gargalo; Madalena Matoso; Gabriela Sotto Mayor; Danuta Wojciechowska; Marta Torrão \| |
| Texto: | Ana Oom |
| Comentário: | Maria Isabel Mendonça Soares |
| Narrador: | Bárbara Guimarães |
| Música: | Gonçalo Pratas |
| Poemas: | Inês Pupo |
| Ilustração: | Bernardo Carvalho; Mafalda Milhões; Kathy Silva; Catarina Cardoso; Sarah Pirson; Carla Nazareth; Ursi Schimidi; Vasco Gargalo; Madalena Matoso; Gabriela Sotto Mayor; Danuta Wojciechowska; Marta Torrão |

| Texto:      | Ana Oom |
| Comentário: | Maria Isabel Mendonça Soares |
| Narrador:   | Bárbara Guimarães |
| Música:     | Gonçalo Pratas |
| Poemas:     | Inês Pupo |
| Ilustração: | Bernardo Carvalho; Mafalda Milhões; Kathy Silva; Catarina Cardoso; Sarah Pirson; Carla Nazareth; Ursi Schimidi; Vasco Gargalo; Madalena Matoso; Gabriela Sotto Mayor; Danuta Wojciechowska; Marta Torrão |

| Livros + CDs | |
| --- | --- |
| 1. Lenda do Galo de Barcelos 2. Lenda do Castelo de Bragança 3. Lenda dos Tripeiros 4. Lenda da Serra da Estrela 5. Lenda de Coimbra 6. Lenda da Bezerra de Monsanto 7. Lenda da Sopa da Pedra 8. Lenda de S. Vicente 9. Lenda de Geraldo Geraldes 10. Lenda das Amendoeiras em Flor 11. Lenda da Lagoa das Sete Cidades 12. Lenda de S. Silvestre | \| Texto: \| Ana Oom \| \| Comentário: \| Maria Isabel Mendonça Soares \| \| Narrador: \| Bárbara Guimarães \| \| Música: \| Gonçalo Pratas \| \| Poemas: \| Inês Pupo \| \| Ilustração: \| Bernardo Carvalho; Mafalda Milhões; Kathy Silva; Catarina Cardoso; Sarah Pirson; Carla Nazareth; Ursi Schimidi; Vasco Gargalo; Madalena Matoso; Gabriela Sotto Mayor; Danuta Wojciechowska; Marta Torrão \| |
| Texto: | Ana Oom |
| Comentário: | Maria Isabel Mendonça Soares |
| Narrador: | Bárbara Guimarães |
| Música: | Gonçalo Pratas |
| Poemas: | Inês Pupo |
| Ilustração: | Bernardo Carvalho; Mafalda Milhões; Kathy Silva; Catarina Cardoso; Sarah Pirson; Carla Nazareth; Ursi Schimidi; Vasco Gargalo; Madalena Matoso; Gabriela Sotto Mayor; Danuta Wojciechowska; Marta Torrão |

| Texto:      | Ana Oom |
| Comentário: | Maria Isabel Mendonça Soares |
| Narrador:   | Bárbara Guimarães |
| Música:     | Gonçalo Pratas |
| Poemas:     | Inês Pupo |
| Ilustração: | Bernardo Carvalho; Mafalda Milhões; Kathy Silva; Catarina Cardoso; Sarah Pirson; Carla Nazareth; Ursi Schimidi; Vasco Gargalo; Madalena Matoso; Gabriela Sotto Mayor; Danuta Wojciechowska; Marta Torrão |

| Livros + CDs | |
| --- | --- |
| 1. Séc. XII: nasce uma nação 2. Séc. XIII: Portugal total 3. Séc. XIV: em Aljubarrota não há derrota! 4. Séc. XV: não deem cabo da esperança! 5. Séc. XVI: que grande epopeia! 6. Séc. XVII: restauração, enfim! 7. Séc. XVIII: Lisboa em ruínas 8. Séc. XIX: um rei, dois reinos 9. Séc. XX: viva a República! 10. Séc. XXI: chegou o euro! | \| Texto: \| Ana Oom \| \| Narrador: \| Bárbara Guimarães \| \| Música: \| Gonçalo Pratas \| \| Poemas: \| Inês Pupo \| \| Ilustração: \| Sandra Serra \| |
| Texto: | Ana Oom |
| Narrador: | Bárbara Guimarães |
| Música: | Gonçalo Pratas |
| Poemas: | Inês Pupo |
| Ilustração: | Sandra Serra |

| Texto:      | Ana Oom           |
| Narrador:   | Bárbara Guimarães |
| Música:     | Gonçalo Pratas    |
| Poemas:     | Inês Pupo         |
| Ilustração: | Sandra Serra      |

| Livros + CDs | |
| --- | --- |
| 1. Séc. XII: nasce uma nação 2. Séc. XIII: Portugal total 3. Séc. XIV: em Aljubarrota não há derrota! 4. Séc. XV: não deem cabo da esperança! 5. Séc. XVI: que grande epopeia! 6. Séc. XVII: restauração, enfim! 7. Séc. XVIII: Lisboa em ruínas 8. Séc. XIX: um rei, dois reinos 9. Séc. XX: viva a República! 10. Séc. XXI: chegou o euro! | \| Texto: \| Ana Oom \| \| Narrador: \| Bárbara Guimarães \| \| Música: \| Gonçalo Pratas \| \| Poemas: \| Inês Pupo \| \| Ilustração: \| Sandra Serra \| |
| Texto: | Ana Oom |
| Narrador: | Bárbara Guimarães |
| Música: | Gonçalo Pratas |
| Poemas: | Inês Pupo |
| Ilustração: | Sandra Serra |

| Texto:      | Ana Oom           |
| Narrador:   | Bárbara Guimarães |
| Música:     | Gonçalo Pratas    |
| Poemas:     | Inês Pupo         |
| Ilustração: | Sandra Serra      |

| Livros + CDs | |
| --- | --- |
| 1. Brasil, país nosso irmão 2. Inglaterra, berço da língua universal 3. Estados Unidos, terra dos sonhos 4. Espanha, vizinhos em festa 5. Egito, reino dos faraós 6. China, do outro lado do mundo 7. India, cultura original 8. França, pátria da liberdade 9. Angola, solo generoso 10. Itália, a bota do mundo | \| Texto: \| Ana Oom \| \| Narrador: \| Bárbara Guimarães \| \| Música: \| Gonçalo Pratas \| \| Poemas: \| Inês Pupo \| \| Ilustração: \| Joana Quental \| |
| Texto: | Ana Oom |
| Narrador: | Bárbara Guimarães |
| Música: | Gonçalo Pratas |
| Poemas: | Inês Pupo |
| Ilustração: | Joana Quental |

| Texto:      | Ana Oom           |
| Narrador:   | Bárbara Guimarães |
| Música:     | Gonçalo Pratas    |
| Poemas:     | Inês Pupo         |
| Ilustração: | Joana Quental     |

| Livros + CDs | |
| --- | --- |
| 1. Brasil, país nosso irmão 2. Inglaterra, berço da língua universal 3. Estados Unidos, terra dos sonhos 4. Espanha, vizinhos em festa 5. Egito, reino dos faraós 6. China, do outro lado do mundo 7. India, cultura original 8. França, pátria da liberdade 9. Angola, solo generoso 10. Itália, a bota do mundo | \| Texto: \| Ana Oom \| \| Narrador: \| Bárbara Guimarães \| \| Música: \| Gonçalo Pratas \| \| Poemas: \| Inês Pupo \| \| Ilustração: \| Joana Quental \| |
| Texto: | Ana Oom |
| Narrador: | Bárbara Guimarães |
| Música: | Gonçalo Pratas |
| Poemas: | Inês Pupo |
| Ilustração: | Joana Quental |

| Texto:      | Ana Oom           |
| Narrador:   | Bárbara Guimarães |
| Música:     | Gonçalo Pratas    |
| Poemas:     | Inês Pupo         |
| Ilustração: | Joana Quental     |

### Galo Gordo
Em 2008 foi lançado o primeiro livro do Galo Gordo. Os 16 poemas são da autoria Inês Pupo e a música ficou a cargo de Gonçalo Pratas. Bárbara Guimarães apresentou a obra a 03 março de 2009, no Teatro São Luiz, em Lisboa. 
Segundo os autores, o livro "Canta o Galo Gordo", que também é um CD, pretende ser uma forma de sensibilizar as crianças para a poesia através da música. O repertório de Canta o Galo Gordo, poemas e canções para todo o ano foi elaborado nos dois anos que antecederam o lançamento e aborda o quotidiano das crianças.
Em 2012 foi editado o segundo livro, Galo Gordo, Este dia vale a pena.

### Coleções do Jornal Expresso

#### Fábulas de La Fontaine
- La Fontaine, Jean de; Oom, Ana; Pratas, Gonçalo, música; Pupo, Inês, letras; Torrão, Marta, ilustração; Guimarães, Bárbara, narrrador; Bocage, tradução; (2005). O corvo e a raposa. Col: Expresso mais novos, Fábulas de La Fontaine. 1. Venda exclusiva com o Jornal Expresso. Lisboa: Jornal Expresso;Zero a Oito. 29 páginas. ISBN 972-9183-63-5. Consultado em 30 de outubro de 2012

- La Fontaine, Jean de; Oom, Ana; Pratas, Gonçalo, música; Pupo, Inês, letras; Torrão, Marta, ilustração; Guimarães, Bárbara, narrrador; Bocage, tradução; (2005). A cigarra e a formiga. Col: Expresso mais novos, Fábulas de La Fontaine. 2. Venda exclusiva com o Jornal Expresso. Lisboa: Jornal Expresso;Zero a Oito. 29 páginas. ISBN 972-9183-64-3. Consultado em 30 de outubro de 2012

- La Fontaine, Jean de; Oom, Ana; Pratas, Gonçalo, música; Pupo, Inês, letras; Matoso, Madalena, ilustração; Guimarães, Bárbara, narrrador; Semedo, Curvo, tradução; (2005). A lebre e a tartaruga. Col: Expresso mais novos, Fábulas de La Fontaine. 3. Venda exclusiva com o Jornal Expresso. Lisboa: Jornal Expresso;Zero a Oito. 29 páginas. ISBN 972-9183-65-1. Consultado em 30 de outubro de 2012

- La Fontaine, Jean de; Oom, Ana; Pratas, Gonçalo, música; Pupo, Inês, letras; Milhões, Mafalda, ilustração; Guimarães, Bárbara, narrrador; Monteiro, José de Sousa, tradução; (2005). O rato do campo e o rato da cidade. Col: Expresso mais novos, Fábulas de La Fontaine. 4. Venda exclusiva com o Jornal Expresso. Lisboa: Jornal Expresso;Zero a Oito. 29 páginas. ISBN 972-9183-69-4. Consultado em 30 de outubro de 2012

- La Fontaine, Jean de; Oom, Ana; Pratas, Gonçalo, música; Pupo, Inês, letras; Carvalho, Bernardo, ilustração; Guimarães, Bárbara, narrrador; Semedo, Curvo, tradução; (2005). O velho, o rapaz e o burro. Col: Expresso mais novos, Fábulas de La Fontaine. 5. Venda exclusiva com o Jornal Expresso. Lisboa: Jornal Expresso;Zero a Oito. 29 páginas. ISBN 972-9183-68-6. Consultado em 30 de outubro de 2012

- La Fontaine, Jean de; Oom, Ana; Pratas, Gonçalo, música; Pupo, Inês, letras; Cardoso, Catarina, ilustração; Guimarães, Bárbara, narrrador; Guerreiro, Couto, tradução; (2005). A rã que queria ser maior do que o boi. Col: Expresso mais novos, Fábulas de La Fontaine. 6. Venda exclusiva com o Jornal Expresso. Lisboa: Jornal Expresso;Zero a Oito. 29 páginas. ISBN 972-9183-66-X. Consultado em 30 de outubro de 2012
- La Fontaine, Jean de; Oom, Ana; Pratas, Gonçalo, música; Pupo, Inês, letras; Torrão, Quental, Joana, ilustração; Guimarães, Bárbara, narrrador; Semedo, Curvo, tradução; (2005). A galinha dos ovos de ouro. Col: Expresso mais novos, Fábulas de La Fontaine. 7. Venda exclusiva com o Jornal Expresso. Lisboa: Jornal Expresso;Zero a Oito. 29 páginas. ISBN 972-9183-67-8. Consultado em 30 de outubro de 2012
- La Fontaine, Jean de; Oom, Ana; Pratas, Gonçalo, música; Pupo, Inês, letras; Wojciechowska, Danuta, ilustração; Guimarães, Bárbara, narrrador; Malhão, tradução; (2005). O lobo e o cordeiro. Col: Expresso mais novos, Fábulas de La Fontaine. 8. Venda exclusiva com o Jornal Expresso. Lisboa: Jornal Expresso;Zero a Oito. 29 páginas. ISBN 972-9183-70-8. Consultado em 30 de outubro de 2012

- La Fontaine, Jean de; Oom, Ana; Pratas, Gonçalo, música; Pupo, Inês, letras; Pott, Carla, ilustração; Guimarães, Bárbara, narrrador; Semedo, Curvo, tradução; (2005). O leão e o rato. Col: Expresso mais novos, Fábulas de La Fontaine. 9. Venda exclusiva com o Jornal Expresso. Lisboa: Jornal Expresso;Zero a Oito. 29 páginas. ISBN 972-9183-72-4. Consultado em 30 de outubro de 2012

- La Fontaine, Jean de; Oom, Ana; Pratas, Gonçalo, música; Pupo, Inês, letras; Neto, Marta, ilustração; Guimarães, Bárbara, narrrador; Semedo, Curvo, tradução; (2005). A raposa e a cegonha. Col: Expresso mais novos, Fábulas de La Fontaine. 10. Venda exclusiva com o Jornal Expresso. Lisboa: Jornal Expresso;Zero a Oito. 29 páginas. ISBN 972-9183-73-2. Consultado em 30 de outubro de 2012

- La Fontaine, Jean de; Oom, Ana; Pratas, Gonçalo, música; Pupo, Inês, letras; Bell, Barbara, ilustração; Guimarães, Bárbara, narrrador; Semedo, Curvo, tradução; (2005). A pomba e a formiga. Col: Expresso mais novos, Fábulas de La Fontaine. 11. Venda exclusiva com o Jornal Expresso. Lisboa: Jornal Expresso;Zero a Oito. 29 páginas. ISBN 972-9183-74-0. Consultado em 30 de outubro de 2012

- La Fontaine, Jean de; Oom, Ana; Pratas, Gonçalo, música; Pupo, Inês, letras; Leitão, Pedro, ilustração; Guimarães, Bárbara, narrrador; Araújo, J. I. de, tradução; (2005). O pescador e o peixinho. Col: Expresso mais novos, Fábulas de La Fontaine. 12. Venda exclusiva com o Jornal Expresso. Lisboa: Jornal Expresso;Zero a Oito. 29 páginas. ISBN 972-9183-75-9. Consultado em 30 de outubro de 2012

#### Era uma vez um rei
- Oom, Ana; Pratas, Gonçalo, música; Pupo, Inês, letras; Letria, André, ilustração; Guimarães, Bárbara, narrrador; Associação de Professores de História, aut. recensão; (2006). D. Afonso Henriques. O conquistador. Col: Expresso mais novos, Era uma vez um rei... 1. Venda exclusiva com o Jornal Expresso. Lisboa: Jornal Expresso;Zero a Oito. 29 páginas. ISBN 972-8993-05-6. Consultado em 31 de outubro de 2012

- Oom, Ana; Pratas, Gonçalo, música; Pupo, Inês, letras; Letria, André, ilustração; Guimarães, Bárbara, narrrador; Associação de Professores de História, aut. recensão; (2006). D. Dinis. O rei poeta. Col: Expresso mais novos, Era uma vez um rei... 2. Venda exclusiva com o Jornal Expresso. Lisboa: Jornal Expresso;Zero a Oito. 29 páginas. ISBN 972-8993-06-4. Consultado em 31 de outubro de 2012

- Oom, Ana; Pratas, Gonçalo, música; Pupo, Inês, letras; Letria, André, ilustração; Guimarães, Bárbara, narrrador; Associação de Professores de História, aut. recensão; (2006). D. Pedro I. O justiceiro. Col: Expresso mais novos, Era uma vez um rei... 3. Venda exclusiva com o Jornal Expresso. Lisboa: Jornal Expresso;Zero a Oito. 29 páginas. ISBN 972-8993-07-2. Consultado em 31 de outubro de 2012

- Oom, Ana; Pratas, Gonçalo, música; Pupo, Inês, letras; Letria, André, ilustração; Guimarães, Bárbara, narrrador; Associação de Professores de História, aut. recensão; (2006). D. João I. O de boa memória. Col: Expresso mais novos, Era uma vez um rei... 4. Venda exclusiva com o Jornal Expresso. Lisboa: Jornal Expresso;Zero a Oito. 29 páginas. ISBN 972-8993-08-0. Consultado em 31 de outubro de 2012

- Oom, Ana; Pratas, Gonçalo, música; Pupo, Inês, letras; Letria, André, ilustração; Guimarães, Bárbara, narrrador; Associação de Professores de História, aut. recensão; (2006). D. João II. O príncipe perfeito. Col: Expresso mais novos, Era uma vez um rei... 5. Venda exclusiva com o Jornal Expresso. Lisboa: Jornal Expresso;Zero a Oito. 29 páginas. ISBN 972-8993-09-9. Consultado em 31 de outubro de 2012

- Oom, Ana; Pratas, Gonçalo, música; Pupo, Inês, letras; Letria, André, ilustração; Guimarães, Bárbara, narrrador; Associação de Professores de História, aut. recensão; (2006). D. Manuel I. O venturoso. Col: Expresso mais novos, Era uma vez um rei... 5. Venda exclusiva com o Jornal Expresso. Lisboa: Jornal Expresso;Zero a Oito. 29 páginas. ISBN 972-8993-07-2. Consultado em 31 de outubro de 2012

- Oom, Ana; Pratas, Gonçalo, música; Pupo, Inês, letras; Letria, André, ilustração; Guimarães, Bárbara, narrrador; Associação de Professores de História, aut. recensão; (2006). D. Sebastião - o desejado. O desejado. Col: Expresso mais novos, Era uma vez um rei... 7. Venda exclusiva com o Jornal Expresso. Lisboa: Jornal Expresso;Zero a Oito. 29 páginas. ISBN 972-8993-11-0. Consultado em 31 de outubro de 2012

- Oom, Ana; Pratas, Gonçalo, música; Pupo, Inês, letras; Letria, André, ilustração; Guimarães, Bárbara, narrrador; Associação de Professores de História, aut. recensão; (2006). D. João II. O príncipe perfeito. Col: Expresso mais novos, Era uma vez um rei... 8. Venda exclusiva com o Jornal Expresso. Lisboa: Jornal Expresso;Zero a Oito. 29 páginas. ISBN 972-8993-12-9. Consultado em 31 de outubro de 2012

- Oom, Ana; Pratas, Gonçalo, música; Pupo, Inês, letras; Letria, André, ilustração; Guimarães, Bárbara, narrrador; Associação de Professores de História, aut. recensão; (2006). D. José - o reformador. O reformador. Col: Expresso mais novos, Era uma vez um rei... 9. Venda exclusiva com o Jornal Expresso. Lisboa: Jornal Expresso;Zero a Oito. 29 páginas. ISBN 972-8993-13-7. Consultado em 31 de outubro de 2012

- Oom, Ana; Pratas, Gonçalo, música; Pupo, Inês, letras; Letria, André, ilustração; Guimarães, Bárbara, narrrador; Associação de Professores de História, aut. recensão; (2006). D. Pedro IV. o rei soldado. Col: Expresso mais novos, Era uma vez um rei... 10. Venda exclusiva com o Jornal Expresso. Lisboa: Jornal Expresso;Zero a Oito. 29 páginas. ISBN 972-8993-14-5. Consultado em 31 de outubro de 2012

- Oom, Ana; Pratas, Gonçalo, música; Pupo, Inês, letras; Letria, André, ilustração; Guimarães, Bárbara, narrrador; Associação de Professores de História, aut. recensão; (2006). D. Maria II. A educadora. Col: Expresso mais novos, Era uma vez um rei... 11. Venda exclusiva com o Jornal Expresso. Lisboa: Jornal Expresso;Zero a Oito. 29 páginas. ISBN 972-8993-15-3. Consultado em 31 de outubro de 2012

- Oom, Ana; Pratas, Gonçalo, música; Pupo, Inês, letras; Letria, André, ilustração; Guimarães, Bárbara, narrrador; Associação de Professores de História, aut. recensão; (2006). D. Carlos I. O diplomata. Col: Expresso mais novos, Era uma vez um rei... 12. Venda exclusiva com o Jornal Expresso. Lisboa: Jornal Expresso;Zero a Oito. 29 páginas. ISBN 972-8993-16-1. Consultado em 31 de outubro de 2012

#### Lendas de Portugal
- Oom, de texto Ana, adapt.; Pratas, Gonçalo, música; Pupo, Inês, letras; Carvalho, Bernardo, il.;Soares, de Maria Isabel Mendonça, coment.;Alexandra, Nair, rev.;Zero a Oito, concep. (2007). Lenda do galo de Barcelos. Col: Lendas de Portugal. 1. Lisboa: Expresso. ISBN 978-972-8993-72-6. Consultado em 21 de novembro de 2012
- Oom, de texto Ana, adapt.; Pratas, Gonçalo, música; Pupo, Inês, letras; Milhões, Mafalda, il.;Soares, de Maria Isabel Mendonça, coment.;Alexandra, Nair, rev.;Zero a Oito, concep. (2007). Lenda do castelo de Bragança. Col: Lendas de Portugal. 2. Lisboa: Expresso. ISBN 978-972-8993-73-3. Consultado em 21 de novembro de 2012
- Oom, de texto Ana, adapt.; Pratas, Gonçalo, música; Pupo, Inês, letras; Torrão, de Marta, il.;Soares, de Maria Isabel Mendonça, coment.;Zero a Oito, concep. (2007). Lenda dos tripeiros. Col: Lendas de Portugal. 3. Lisboa: Expresso. ISBN 978-972-8993-74-0. Consultado em 21 de novembro de 2012
- Silva, Kathy, il.; Pratas, Gonçalo, música; Pupo, Inês, letras; Soares, Maria Isabel de Mendonça, 1922-, coment.; Silva, Kathy, il.; Guimarães, Bárbara, narrrador; Zero a Oito, co-autor (2007). Lenda da Serra da Estrela. Col: Lendas de Portugal. 4. Lisboa: Expresso. ISBN 978-972-8993-75-7. Consultado em 21 de novembro de 2012
- Oom, de texto Ana, adapt.; Pratas, Gonçalo, música; Pupo, Inês, letras; Cardoso, de Catarina, il.;Soares, de Maria Isabel Mendonça, coment.;Zero a Oito, concep. (2007). Lenda de Coimbra. Col: Lendas de Portugal. 5. Lisboa: Expresso. ISBN 978-972-8993-76-4. Consultado em 21 de novembro de 2012
- Oom, de texto Ana, adapt.; Pratas, Gonçalo, música; Pupo, Inês, letras; Pirson, de Sarah, il.;Soares, de Maria Isabel Mendonça, coment.;Zero a Oito, concep. (2007). Lenda da bezerra de Monsanto. Col: Lendas de Portugal. 6. Lisboa: Expresso. ISBN 978-972-8993-77-1. Consultado em 21 de novembro de 2012
- Oom, Ana, adapt.; Pratas, Gonçalo, música; Pupo, Inês, letras; Nazareth, Carla, il.;Soares, Maria Isabel Mendonça, coment.;Zero a Oito, concep. (2007). Lenda da sopa da pedra. Col: Lendas de Portugal. 7. Lisboa: Expresso. ISBN 978-972-8993-78-8. Consultado em 21 de novembro de 2012
- Oom, de texto Ana, adapt.; Pratas, Gonçalo, música; Pupo, Inês, letras; Pirson, de Sarah, il.;Soares, de Maria Isabel Mendonça, coment.;Zero a Oito, concep. (2007). Lenda de São Vicente e os corvos. Col: Lendas de Portugal. 8. Lisboa: Expresso. ISBN 978-972-8993-79-5. Consultado em 21 de novembro de 2012
- Oom, Ana, adapt.; Pratas, Gonçalo, música; Pupo, Inês, letras; Gargalo, de Vasco, il.;Soares, de Maria Isabel Mendonça, coment.;Zero a Oito, concep. (2007). Lenda da Geraldo Geraldes, o sem pavor. Col: Lendas de Portugal. 9. Lisboa: Expresso. ISBN 978-972-8993-80-1. Consultado em 21 de novembro de 2012
- Oom, Ana, adapt.; Pratas, Gonçalo, música; Pupo, Inês, letras; Matoso, de Madalena, il.;Soares, de Maria Isabel Mendonça, coment.;Zero a Oito, concep. (2007). Lenda das amendoeiras em flor. Col: Lendas de Portugal. 10. Lisboa: Expresso. ISBN 978-972-8993-81-8. Consultado em 21 de novembro de 2012
- Oom, Ana, adapt.; Pratas, Gonçalo, música; Pupo, Inês, letras; Mayor, de Gabriela Sotto, il.;Soares, de Maria Isabel Mendonça, coment.;Zero a Oito, concep. (2007). Lenda da lagoa das sete cidades. Col: Lendas de Portugal. 11. Lisboa: Expresso. ISBN 978-972-8993-82-5. Consultado em 21 de novembro de 2012
- Oom, Ana, adapt.; Pratas, Gonçalo, música; Pupo, Inês, letras; Wojciechowska, de Danuta, il.;Soares, de Maria Isabel Mendonça, coment.;Zero a Oito, concep. (2007). Lenda da noite de São Silvestre. Col: Lendas de Portugal. 12. Lisboa: Expresso. ISBN 978-972-8993-83-2. Consultado em 21 de novembro de 2012

#### Portugal: 10 séculos, 10 histórias
- Oom, Ana, texto; Silveira, Ana Isabel, revisor; Serra, Sandra, il.; Correia, Inês Pupo, co-autor; Pratas, Gonçalo, música (2010). Séc. XII : Nasce uma nação. Col: Portugal 10 séculos 10 histórias. 1. Lisboa: Expresso mais novos; Zero a Oito. ISBN 978-989-648-213-1 Verifique |isbn= (ajuda). Consultado em 22 de novembro de 2012
- Oom, Ana, texto; Silveira, Ana Isabel, revisor; Serra, Sandra, il.; Correia, Inês Pupo, co-autor; Pratas, Gonçalo, música (2010). Séc. XIII : Portugal total. Col: Portugal 10 séculos 10 histórias. 2. Lisboa: Expresso mais novos; Zero a Oito. ISBN 978-989-648-213-8. Consultado em 22 de novembro de 2012
- Oom, Ana, texto; Silveira, Ana Isabel, revisor; Serra, Sandra, il.; Correia, Inês Pupo, co-autor; Pratas, Gonçalo, música (2010). Séc. XIV : em Aljubarrota não há derrota!. Col: Portugal 10 séculos 10 histórias. 3. Lisboa: Expresso mais novos; Zero a Oito. ISBN 978-989-648-214-5. Consultado em 22 de novembro de 2012
- Oom, Ana, texto; Silveira, Ana Isabel, revisor; Serra, Sandra, il.; Correia, Inês Pupo, co-autor; Pratas, Gonçalo, música (2010). Séc. XV : Não dêem cabo da esperança!. Col: Portugal 10 séculos 10 histórias. 4. Lisboa: Expresso mais novos; Zero a Oito. ISBN 978-989-648-215-2. Consultado em 22 de novembro de 2012
- Oom, Ana, texto; Silveira, Ana Isabel, revisor; Serra, Sandra, il.; Correia, Inês Pupo, co-autor; Pratas, Gonçalo, música (2010). Séc. XVI : que grande epopeia!. Col: Portugal 10 séculos 10 histórias. 5. Lisboa: Expresso mais novos; Zero a Oito. ISBN 978-989-648-216-9. Consultado em 22 de novembro de 2012
- Oom, Ana, texto; Silveira, Ana Isabel, revisor; Serra, Sandra, il.; Correia, Inês Pupo, co-autor; Pratas, Gonçalo, música (2010). Séc. XVII : restauração, enfim!. Col: Portugal 10 séculos 10 histórias. 6. Lisboa: Expresso mais novos; Zero a Oito. ISBN 978-989-648-217-6. Consultado em 22 de novembro de 2012
- Oom, Ana, texto; Silveira, Ana Isabel, revisor; Serra, Sandra, il.; Correia, Inês Pupo, co-autor; Pratas, Gonçalo, música (2010). Séc. XVIII : Lisboa em ruínas. Col: Portugal 10 séculos 10 histórias. 7. Lisboa: Expresso mais novos; Zero a Oito. ISBN 978-989-648-218-3. Consultado em 22 de novembro de 2012
- Oom, Ana, texto; Silveira, Ana Isabel, revisor; Serra, Sandra, il.; Correia, Inês Pupo, co-autor; Pratas, Gonçalo, música (2010). Séc. XIX : um rei, dois reinos. Col: Portugal 10 séculos 10 histórias. 8. Lisboa: Expresso mais novos; Zero a Oito. ISBN 978-989-648-219-0. Consultado em 22 de novembro de 2012
- Oom, Ana, texto; Silveira, Ana Isabel, revisor; Serra, Sandra, il.; Correia, Inês Pupo, co-autor; Pratas, Gonçalo, música (2010). Séc. XX : viva a República!. Col: Portugal 10 séculos 10 histórias. 9. Lisboa: Expresso mais novos; Zero a Oito. ISBN 978-989-648-220-6. Consultado em 22 de novembro de 2012
- Oom, Ana, texto; Silveira, Ana Isabel, revisor; Serra, Sandra, il.; Correia, Inês Pupo, co-autor; Pratas, Gonçalo, música (2010). Séc. XXI : chegou o euro!. Col: Portugal 10 séculos 10 histórias. 10. Lisboa: Expresso mais novos; Zero a Oito. ISBN 978-989-648-221-3. Consultado em 22 de novembro de 2012

#### Países do Mundo
- Oom, Ana; Quental, Joana, il.; Pupo, Inês, poema; Pacheco, Ana Silveira, Carla, rev. (2011). Angola, solo generoso. Zero a Oito. Lisboa: Expresso mais novos. ISBN 978-989-648-333-3. Consultado em 22 de novembro de 2012
- Oom, Ana; Quental, Joana, il.; Pupo, Inês, poema; Pacheco, Ana Silveira, Carla, rev. (2011). Itália, a bota do mundo. Zero a Oito. Lisboa: Expresso mais novos. ISBN 978-989-648-334-0. Consultado em 22 de novembro de 2012
- Oom, Ana; Quental, Joana, il.; Pupo, Inês, poema; Pacheco, Ana Silveira, Carla, rev. (2011). EUA, terra dos sonhos. Zero a Oito. Lisboa: Expresso mais novos. ISBN 978-989-648-327-2. Consultado em 22 de novembro de 2012
- Oom, Ana; Quental, Joana, il.; Pupo, Inês, poema; Pacheco, Ana Silveira, Carla, rev. (2011). Espanha, vizinhos em festa. Zero a Oito. Lisboa: Expresso mais novos. ISBN 978-989-648-329-6. Consultado em 22 de novembro de 2012
- Oom, Ana; Quental, Joana, il.; Pupo, Inês, poema; Pacheco, Ana Silveira, Carla, rev. (2011). Inglaterra, berço da língua universal. Zero a Oito. Lisboa: Expresso mais novos. ISBN 978-989-648-326-5. Consultado em 22 de novembro de 2012
- Oom, Ana; Quental, Joana, il.; Pupo, Inês, poema; Pacheco, Ana Silveira, Carla, rev. (2011). China, do outro lado do mundo. Zero a Oito. Lisboa: Expresso mais novos. ISBN 978-989-648-330-2. Consultado em 22 de novembro de 2012
- Oom, Ana; Quental, Joana, il.; Pupo, Inês, poema; Pacheco, Ana Silveira, Carla, rev. (2011). Índia, cultura original. Zero a Oito. Lisboa: Expresso mais novos. ISBN 978-989-648-332-6. Consultado em 22 de novembro de 2012
- Oom, Ana; Quental, Joana, il.; Pupo, Inês, poema; Pacheco, Ana Silveira, Carla, rev. (2011). França, pátria da liberdade. Zero a Oito. Lisboa: Expresso mais novos. ISBN 978-989-648-331-9. Consultado em 22 de novembro de 2012
- Oom, Ana; Quental, Joana, il.; Pupo, Inês, poema; Pacheco, Ana Silveira, Carla, rev. (2011). Brasil, país nosso irmão. Zero a Oito. Lisboa: Expresso mais novos. ISBN 978-989-648-325-8. Consultado em 22 de novembro de 2012

#### Portugal: 10 séculos, 10 histórias
- Oom, Ana, texto; Silveira, Ana Isabel, revisor; Serra, Sandra, il.; Correia, Inês Pupo, co-autor; Pratas, Gonçalo, música (2010). Séc. XII : Nasce uma nação. Col: Portugal 10 séculos 10 histórias. 1. Lisboa: Expresso mais novos; Zero a Oito. ISBN 978-989-648-213-1 Verifique |isbn= (ajuda). Consultado em 22 de novembro de 2012
- Oom, Ana, texto; Silveira, Ana Isabel, revisor; Serra, Sandra, il.; Correia, Inês Pupo, co-autor; Pratas, Gonçalo, música (2010). Séc. XIII : Portugal total. Col: Portugal 10 séculos 10 histórias. 2. Lisboa: Expresso mais novos; Zero a Oito. ISBN 978-989-648-213-8. Consultado em 22 de novembro de 2012
- Oom, Ana, texto; Silveira, Ana Isabel, revisor; Serra, Sandra, il.; Correia, Inês Pupo, co-autor; Pratas, Gonçalo, música (2010). Séc. XIV : em Aljubarrota não há derrota!. Col: Portugal 10 séculos 10 histórias. 3. Lisboa: Expresso mais novos; Zero a Oito. ISBN 978-989-648-214-5. Consultado em 22 de novembro de 2012
- Oom, Ana, texto; Silveira, Ana Isabel, revisor; Serra, Sandra, il.; Correia, Inês Pupo, co-autor; Pratas, Gonçalo, música (2010). Séc. XV : Não dêem cabo da esperança!. Col: Portugal 10 séculos 10 histórias. 4. Lisboa: Expresso mais novos; Zero a Oito. ISBN 978-989-648-215-2. Consultado em 22 de novembro de 2012
- Oom, Ana, texto; Silveira, Ana Isabel, revisor; Serra, Sandra, il.; Correia, Inês Pupo, co-autor; Pratas, Gonçalo, música (2010). Séc. XVI : que grande epopeia!. Col: Portugal 10 séculos 10 histórias. 5. Lisboa: Expresso mais novos; Zero a Oito. ISBN 978-989-648-216-9. Consultado em 22 de novembro de 2012
- Oom, Ana, texto; Silveira, Ana Isabel, revisor; Serra, Sandra, il.; Correia, Inês Pupo, co-autor; Pratas, Gonçalo, música (2010). Séc. XVII : restauração, enfim!. Col: Portugal 10 séculos 10 histórias. 6. Lisboa: Expresso mais novos; Zero a Oito. ISBN 978-989-648-217-6. Consultado em 22 de novembro de 2012
- Oom, Ana, texto; Silveira, Ana Isabel, revisor; Serra, Sandra, il.; Correia, Inês Pupo, co-autor; Pratas, Gonçalo, música (2010). Séc. XVIII : Lisboa em ruínas. Col: Portugal 10 séculos 10 histórias. 7. Lisboa: Expresso mais novos; Zero a Oito. ISBN 978-989-648-218-3. Consultado em 22 de novembro de 2012
- Oom, Ana, texto; Silveira, Ana Isabel, revisor; Serra, Sandra, il.; Correia, Inês Pupo, co-autor; Pratas, Gonçalo, música (2010). Séc. XIX : um rei, dois reinos. Col: Portugal 10 séculos 10 histórias. 8. Lisboa: Expresso mais novos; Zero a Oito. ISBN 978-989-648-219-0. Consultado em 22 de novembro de 2012
- Oom, Ana, texto; Silveira, Ana Isabel, revisor; Serra, Sandra, il.; Correia, Inês Pupo, co-autor; Pratas, Gonçalo, música (2010). Séc. XX : viva a República!. Col: Portugal 10 séculos 10 histórias. 9. Lisboa: Expresso mais novos; Zero a Oito. ISBN 978-989-648-220-6. Consultado em 22 de novembro de 2012
- Oom, Ana, texto; Silveira, Ana Isabel, revisor; Serra, Sandra, il.; Correia, Inês Pupo, co-autor; Pratas, Gonçalo, música (2010). Séc. XXI : chegou o euro!. Col: Portugal 10 séculos 10 histórias. 10. Lisboa: Expresso mais novos; Zero a Oito. ISBN 978-989-648-221-3. Consultado em 22 de novembro de 2012

### Continente
- Baena, Luís; Pupo, Inês, poema; Pratas, Gonçalo, mus.; Machado, Ricardo, il.; Pupo, Inês, rev. (2011). Sorvete de morango. Lisboa: Constróisons E.P.M. ISBN 978-989-97190-1-9. Consultado em 22 de novembro de 2012
- Baena, Luís; Pupo, Inês, poema; Pratas, Gonçalo, mus.; Machado, Ricardo, il.; Pupo, Inês, rev. (2011). Mousse de chocolate. Lisboa: Constróisons E.P.M. ISBN 978-989-97190-0-2. Consultado em 22 de novembro de 2012

### Nomes com história
- Oom, Ana; Gargalo, Vasco, il.; Pupo, Inês, colab.; Associação de Professores de História, rev. técnica (2007). Marquês de Pombal. Lisboa: Zero a Oito. ISBN 978-989-8054-36-4. Consultado em 22 de novembro de 2012
- Oom, Ana; Serra, Sandra, il.; Pupo, Inês, colab.; Associação de Professores de História, rev. técnica (2007). Inês de Castro. Lisboa: Zero a Oito. ISBN 978-989-8054-40-1. Consultado em 22 de novembro de 2012
- Oom, Ana; Gabriel, Miguel, il.; Pupo, Inês, colab.; Associação de Professores de História, rev. técnica (2007). Nuno Álvares Pereira. Lisboa: Zero a Oito. ISBN 978-989-8054-39-5. Consultado em 22 de novembro de 2012
- Letria, José Jorge (2010). Trocadilhar : busca pólos 2 ed. Alfragide: Dom Quixote. ISBN 978-972-20-4014-3. Consultado em 22 de novembro de 2012
- Oom, Ana; Alves, Patrícia, il.; Pupo, Inês, colab.; Associação de Professores de História, rev. técnica (2007). Egas Moniz. Lisboa: Zero a Oito. ISBN 978-989-8054-37-1. Consultado em 22 de novembro de 2012
- Oom, Ana; Nazareth, Carla, il.; Associação de Professores de História, rev. técnica (2007). Vasco da Gama. Lisboa: Zero a Oito. ISBN 978-989-8054-34-0. Consultado em 22 de novembro de 2012
- Oom, Ana; Mimi, il.; Pupo, Inês, colab.; Associação de Professores de História, rev. técnica (2007). Santa Isabel. Lisboa: Zero a Oito. ISBN 978-989-8054-44-9. Consultado em 22 de novembro de 2012
- Oom, Ana; Pirson, Sarah, il.; Pupo, Inês, colab.; Associação de Professores de História, rev. técnica (2007). Santo António. Lisboa: Zero a Oito. ISBN 978-989-8054-42-5. Consultado em 22 de novembro de 2012
- Oom, Ana; Corbel, Alain, il.; Pupo, Inês, colab.; Associação de Professores de História, rev. técnica (2007). Afonso de Albuquerque. Lisboa: Zero a Oito. ISBN 978-989-8054-41-8. Consultado em 22 de novembro de 2012
- Oom, Ana; Pupo, Inês, colab.; Associação de Professores de História, rev. técnica (2007). Infante D. Henrique. Lisboa: Zero a Oito. ISBN 978-989-8054-43-2. Consultado em 22 de novembro de 2012